# Oeloes Tattinski
De oeloes Tattinski (Jakoets: Таатта улууһа; Taatta uluuha, Russisch: Таттинский улус; Tattinski oeloes), tot 19 maart 1990 Oeloes Aleksejevski (Алексеевский улус), is een oeloes (gemeentelijk district) in het zuidoosten van de Russische autonome deelrepubliek Jakoetië. Het bestuurlijk centrum is het dorp Ytyk-Kjoejol, dat aan de rivier de Tatta ligt over de weg op 256 kilometer van Jakoetsk ligt. De oeloes telde 17.323 personen bij de volkstelling van 2002.
De belangrijkste bevolkingsgroepen bij de volkstelling van 1989 waren de Jakoeten (95,2%), Russen (2,3%), Evenken (0,3%) en Evenen (0,2%).

## Geografie
De oeloes omvat 18.984 km² (ongeveer half zo groot als Nederland) en ligt grotendeels ten westen van de rivier de Aldan en rond de mondingstreek van haar zijrivier de Amga. Andere rivieren in de oeloes (allemaal zijrivieren van de Aldan) zijn de Koeoloema (zuidoostelijke grensrivier), Tatta, Nochoe en Bajaga. De oeloes wordt overheerst door de vallei van de Aldan, dat onderdeel vormt van de Centraal-Jakoetische Vallei. Het zuiden vormt onderdeel van het Lena-plateau.
De gemiddelde temperaturen variëren er tussen -42 en -44 °C in januari en +18 °C in juli. De gemiddelde jaarlijkse neerslag varieert van 200 tot 250 mm.
De oeloes wordt begrensd door de oeloes Oest Aldanski in het westen, de oeloes Tomponski in het noorden en oosten, de oeloes Oest-Majski in het zuiden en de oeloes Tsjoeraptsjinski in het zuidwesten.

## Economie
De landbouw vormt de belangrijkste sector met onder andere melk- en vleesveehouderij en paardenfokkerijen. In de oeloes worden verder aardappelen, groenten en veevoedergewassen verbouwd. Er bevinden zich voorkomens van steenkool.
De oeloes telt twee rivierhavens; Boeloen aan de Aldan en Charbalach aan de Amga. Ytyk-Kjoejol ligt op de 239e kilometer van de Kolymatrakt, de belangrijkste maar sterk vervallen hoofdweg van Jakoetsk naar Magadan. Verder heeft de oeloes een klein regionaal wegennetwerk dat de meeste plaatsen met Ytyk-Kjoejol verbindt.
| 1959   | 1970   | 1979   | 1989   | 2002   |
| ------ | ------ | ------ | ------ | ------ |
| 10.044 | 12.251 | 13.376 | 15.952 | 17.323 |

## Plaatsen
De oeloes telt 15 bewoonde plaatsen, allemaal selo's (tussen haakjes de nasleg waartoe ze behoren): Boroboel (Jochzogonski), Boeloen (Aldanski), Chara-Aldan (Chara-Aldanski), Charbalach (Sredne-Amginski), Daja-Amga (Daja-Amginski), Dakky (Jochzogonski), Debdirge (Igidejski), Kyjy (Tjarasinski), Oeolba (Oeolbinski), Toeora-Kjoejol (Joelejski), Tomtor (Bajaginski), Tsjerkech (Oktjabrski), Tsjymnaji (Oest-Amginski), Tsjytsjymach (Amginski) en Ytyk-Kjoejol (Tattinski). Bij de nasleg Jochzogonski vormt Boroboel het bestuurlijk centrum.